# Metionil-tRNK formiltransferaza
Metionil-tRNK formiltransferaza (EC 2.1.2.9, 10-formiltetrahidrofolna-metionil-transfer ribonukleinska transformilaza, formilmetionil-transfer ribonukleinska sintetaza, metionil ribonukleinska formiltransferaza, metionil-tRNK Met formiltransferaza, metionil-tRNK transformilaza, metionil-transfer RNK transformilaza, metionil-transfer ribonukleatna metiltransferaza, metionil-transfer ribonukleinska transformilaza) je enzim sa sistematskim imenom 10-formiltetrahidrofolat:L-metionil-tRNK N-formiltransferaza. Ovaj enzim katalizuje sledeću hemijsku reakciju
10-formiltetrahidrofolat + L-metionil-tRNKfMet {\displaystyle \rightleftharpoons } tetrahidrofolat + N-formilmetionil-tRNKfMet

## Literatura
- Nicholas C. Price; Lewis Stevens (1999). Fundamentals of Enzymology: The Cell and Molecular Biology of Catalytic Proteins (Third изд.). USA: Oxford University Press. ISBN 019850229X.
- Eric J. Toone (2006). Advances in Enzymology and Related Areas of Molecular Biology, Protein Evolution (Volume 75 изд.). Wiley-Interscience. ISBN 0471205036.
- Branden C; Tooze J. Introduction to Protein Structure. New York, NY: Garland Publishing. ISBN 0-8153-2305-0.
- Irwin H. Segel. Enzyme Kinetics: Behavior and Analysis of Rapid Equilibrium and Steady-State Enzyme Systems (Book 44 изд.). Wiley Classics Library. ISBN 0471303097.
- William P. Jencks (1987). Catalysis in Chemistry and Enzymology. Dover Publications. ISBN 0486654605.

## Spoljašnje veze
- Methionyl-tRNA+formyltransferase на 